# 太阳升起的时刻
《太阳升起的时刻》（英語：The Moment of The Sunrise）是2019年10月25日在中国大陆上映的战争片，导演是安澜，主演是任帅、蓝飞洋、释臣伟、马子洛、路晨。讲述了第二次国共内战中的衡宝战役。

## 演出
- 任帅 出演 李树青
- 蓝飞洋 出演 刘三柱
- 释臣伟
- 马子洛
- 路晨 出演 贺小麦
- 杨俊生
- 王安江
- 唐国强 出演 毛泽东
- 刘劲 出演 周恩来
- 刘之冰 饰 白崇禧
- 姜峰 饰 林彪

### 友情出演
- 金鑫
- 谢园
- 王晖
- 姚居德
- 王伍福
- 娜仁花
- 潘雨辰

## 外部连接
- 豆瓣电影上《太阳升起的时刻》的資料 （简体中文）